# The Willow Song
The Willow Song is een van de laatste composities van Edward German. Hij componeerde het werk voor symfonieorkest. Het is in te delen bij het genre symfonisch gedicht, hijzelf vond het een "tone poem" (toondicht).
The Willow Song moet gezien worden als een verlangen naar betere tijden. De wereld zoals German die kende was na de Eerste Wereldoorlog geheel veranderd en German vond niet ten goede. Hij gebruikte een melodie uit vervlogen tijden, A poor soul sat sighing, die verwijst naar Othello van William Shakespeare (woorden werden uitgesproken door Desdemona). De oorspronkelijk melodie dateert uit de Tudortijd in Engeland en geeft nog meer blijk van hang naar het verleden.
De première van het werk vond plaats in Londen ter gelegenheid van het honderdjarig bestaan van de Royal Academy of Music op 19 juli 1922. Hij heeft het in die jaren ook zelf op de elpee gezet.

## Discografie
- Uitgave Dutton Vocalion: BBC Concert Orchestra o.l.v. John Wilson